# Futebol Clube Nagardjo
O Futebol Clube Nagardjo, ou simplesmente FC Nagardjo, é um clube de futebol de Timor-Leste, da cidade de Baucau.
Fundado em 2015, disputa atualmente a segunda divisão do Campeonato Timorense de Futebol. Azul e branco são as cores do clube.

## História
Em 2016, sem nenhuma vitória na competição a equipe ficou em último lugar no grupo B da segunda divisão, e não conseguiu o acesso. Foi eliminado na primeira fase da Taça 12 de  Novembro pelo Benfica Laulara pelo placar de 1-0.
Em 2017, ficou em segundo lugar no grupo A da segunda divisão, e não conseguiu o acesso. Na Taça 12 de  Novembro, foi eliminado nas quartas-de-final pelo Benfica Laulara pelo placar de 1-0.
Em 2018, foi o quinto colocado da segunda divisão, não conseguindo o acesso. Foi eliminado nas oitavas de final pelo DIT (3-2) da Taça 12 de  Novembro.
Em 2019, ficou em segundo lugar no grupo B da segunda divisão, e não conseguiu o acesso.

## 2020
Em 2020 disputou a Copa FFTL de 2020, terminou a competição em terceiro lugar do grupo B. Foi eliminado na fase preliminar da Taça 12 de Novembro.

### Elenco 2020
Fonte: VIP TV

## 2021
Em 2021, o clube disputou o Campeonato Timorense de Futebol - Segunda Divisão.
Na primeira rodada, vitória por 4-1 contra a equipe Kablaki FC.
Na segunda rodada a equipe empatou em 1-1 com a equipe do Lica-Lica Lemorai.
Na terceira rodada, a equipe voltou a vencer, 5-1 contra o Santa Cruz.
Na quarta rodada, a equipe foi derrotada por 3-2 pelo Atlético Ultramar.
E na quinta e última rodada a equipe sofreu mais uma derrota, dessa vez para o Emmanuel FC por 2-1.
Com duas vitórias, um empate e duas derrotas, a equipe somou sete pontos. Terminando a fase de grupos em terceiro lugar do grupo B. Mas apenas as duas primeiras equipes de cada grupo conseguem o acesso.

### Elenco 2021
Fonte: desportu.xyz